# 凌乐县
凌乐县，中国旧县名。
1951年由凌云、乐业两县合置，治所在凌云（今广西壮族自治区凌云县泗城镇）。属百色专区。1962年撤销，仍复原凌云、乐业二县。